# Давід Агансо
Давід Агансо Мендес (ісп. David Aganzo Méndez, нар. 10 січня 1981, Мадрид) — іспанський футболіст, що грав на позиції нападника за низку іспанських клубних команд, а також за молодіжну збірну Іспанії.

## Клубна кар'єра
Народився 10 січня 1981 року в Мадриді. Вихованець футбольної школи місцевого «Реал Мадрид». З 2000 року включався до заявки головної команди «вершкових». Пробитися до головної команди рідного клубу не зумів і протягом 2000–2004 здобував ігрову практику граючи на правах оренди за «Екстремадуру», «Еспаньйол», «Реал Вальядолід» та «Леванте».
Влітку 2004 року на умовах повноцінного контракту перейшов до «Расінга» (Сантандер). Спочатку був одним з основних нападників цієї вищолігової команди, а згодом почав дедалі частіше програвати конкуренцію за місце у її складі. Частину 2006 року провів в оренді в ізраїльському «Бейтарі» (Єрусалим), а 2007 року перейшов до іспанського друголігового «Алавеса».
Протягом 2008–2011 років продовжував грати у Сегунді, захищаючи кольори «Райо Вальєкано», де був одним з основних нападників, маючи середню результативність на рівні 0,39 гола за гру першості. Сезон 2011/12 відіграв там же за «Еркулес», після чого протягом двох років був гравцем грецького «Аріса».
Завершував ігрову кар'єру на батьківщині у друголіговому «Луго», за який виступав протягом 2014—2015 років.

## Виступи за збірні
1998 року дебютував у складі юнацької збірної Іспанії (U-17), загалом на юнацькому рівні за команди різних вікових категорій взяв участь у 14 іграх, відзначившись трьома забитими голами. У складі збірної 20-річних ставав переможцем молодіжного чемпіонату світу 1999 року.
Протягом 2000–2003 років залучався до складу молодіжної збірної Іспанії. На молодіжному рівні зіграв у 22 офіційних матчах, забив 5 голів.

## Титули і досягнення
- Переможець Ліги чемпіонів УЄФА (1):

«Реал Мадрид»: 1999-2000
- Переможець Молодіжного чемпіонату світу (1):

Іспанія U-20: 1999